# Wilhelm Julius Ludwig von Schubert
Wilhelm Julius Ludwig von Schubert, geadelt 1812, (* 11. Januar 1755 in Helmstedt; † 19. Oktober 1835 in Stralsund) war ein deutscher Jurist und Regierungsbeamter in Schwedisch-Pommern und Preußen.

## Leben
Wilhelm Julius Ludwig Schubert war ein Sohn des Theologen Johann Ernst Schubert (1717–1774) und der Johanna Friderike Schulze (1729–1796). Er wurde in Helmstedt und ab 1764 in Greifswald von Hauslehrern unterrichtet, bevor er ab 1768 die Greifswalder Stadtschule besuchte. Rektor der Stadtschule war in dieser Zeit Theophilus Coelestinus Piper. 1771 begann er an der Universität Greifswald Rechtswissenschaften zu studieren. Neben seinem Vater gehörten Andreas Mayer, Johann Georg Peter Möller, Franz Philipp Breitsprecher und Hermann Becker zu seinen Lehrern.
Nach dem Tod des Vaters erhielt die Mutter auf Betreiben des Generalgouverneurs von Schwedisch-Pommern Fredrik Carl Sinclair für sich und ihre sieben unversorgten Kinder eine jährliche Pension von 150 Talern. Zahlungen aus der Witwenkasse der Greifswalder Professoren und der Verkauf der Bibliothek des Vaters ermöglichten die Fortsetzung der Ausbildung der Kinder. Von 1775 bis 1777 studierte Wilhelm Julius Ludwig, durch Stipendien und Freitische unterstützt, an der Universität Göttingen, unter anderem bei Johann Beckmann, Georg Ludwig Böhmer, Georg Jacob Friedrich Meister, von Selkow, Spangenberg, Johann Stephan Pütter, August Ludwig von Schlözer, Johann Christoph Gatterer und Johann Friedrich Blumenbach. 
Ostern 1777 nach Greifswald zurückgekehrt, begann er zu Michaelis seine praktische Laufbahn als Jurist. Nach Prüfungen wurde er zum Hofgericht Greifswald und zum Wismarer Tribunal zugelassen. Als Advokat konnte er notdürftig seinen Lebensunterhalt bestreiten. 1786 heiratete er die Tochter des Postmeisters Kriebel, nachdem er zuvor selbst zum Postmeister bevollmächtigt worden war. Der inzwischen pensionierte Schwiegervater versah dieses Amt weiterhin.
1794 berief ihn der Generalgouverneur von Schwedisch-Pommern und Kanzler der Universität Greifswald, Eric Ruuth, zum Syndikus der Universität.  1796 wurde ihm der Titel Justizrat verliehen. 1805 wurde er durch König Gustav IV. Adolf (Schweden) zum Obersachwalt für Schwedisch-Pommern ernannt.  In diesem Amt hatte er die Oberaufsicht über alle Justiz- und Administrativbehörden in Schwedisch-Pommern. 1806 arbeitete er im Auftrag des Königs an der Einführung der schwedischen Verfassung, die jedoch wegen der Besetzung Vorpommerns durch französische Truppen nicht zustande kam. Nach dem Abzug der Franzosen wurde er 1810 ins Regierungskonzil nach Stralsund berufen. Außerdem war er Präses des königlichen Gesundheitskollegiums zu Greifswald. Das Konzil wurde bald wieder zur Regierung Schwedisch-Pommerns umgewandelt und Schubert zum ersten Rat ernannt. 
Während der dritten Besetzung Schwedisch-Pommerns durch die Franzosen von 1812 bis 1813 fungierte er als einziges Regierungsmitglied. Zu seinen Tätigkeiten gehörten die Amtseinführungen des Generalsuperintendenten Johann Christoph Ziemssen 1812 und des Hofgerichtsdirektors Gustav Möller 1813, die Visitation der Damenstifte in Bergen auf Rügen und Barth und die Leitung einer Kommission zur Korrektur der Grenze zu Mecklenburg sowie die Beräumung des Grenzflusses Trebel.
Karl XIII. erhob ihn 1812 zusammen mit seinem Bruder Ernst Konstantin in den erblichen schwedischen Adelsstand. 1813 wurde ihm der Nordstern-Orden verliehen. Beim Übergang Schwedisch-Pommerns an Preußen wurde er in seinem Amt belassen. 1821 wurde ihm der Titel Regierungsrat verliehen. 1824 wurde er pensioniert. Die Universität Greifswald verlieh ihm im selben Jahr den Titel des Dr. iur. Im Ruhestand widmete er sich wissenschaftlichen Studien in Geschichte, Rechts- und Staatswissenschaften. Seit 1780 gehörte er den Freimaurern an.
Aus seiner Ehe mit Beata Eleonore Christine Kriebel entstammten sieben Kinder, von denen ein Sohn und vier Töchter den Vater überlebten. Sein Sohn Friedrich Wilhelm von Schubert (1788–1856) lehrte zeitweise Theologie an der Universität Greifswald und war zuletzt Superintendent in Altenkirchen (Rügen).